# Melpomène-Klasse
Die Melpomène-Klasse (manchmal auch Pomone-Klasse genannt) war eine Klasse von zwölf in den Jahren 1933 bis 1935 in Frankreich bei sechs verschiedenen Werften auf Kiel gelegten und 1936–1938 in Dienst gestellten Torpedobooten.  Typschiff war die am 13. Dezember 1933 bei der Werft Ateliers & Chantiers de Bretagne (ACB) in Nantes auf Kiel gelegte, am 24. Januar 1935 von Stapel gelaufene und am 20. November 1936 in Dienst gestellte La Melpomène (T 143).

## Konzept und Technische Daten
Die Boote sollten die Bedingungen der Londoner Flottenkonferenz von 1930 erfüllen, nach denen Schiffe von weniger als 600 Tonnen für Küstenverteidigung in unbegrenzter Zahl gebaut werden durften. Sie waren ursprünglich für zwei 7,5-cm-Geschütze und vier 40-cm-Torpedorohre konzipiert und als Geleitboote (escorteurs) im Mittelmeer gedacht. So wie sie dann – als „Leichte Torpedoboote“ (torpilleur léger) reklassifiziert – gebaut wurden, waren sie überladen und toplastig und daher nicht sehr seetüchtig. Sie waren 80,7 m lang (76 m in der Wasserlinie) und 7,96 m breit, hatten 3,07 m Tiefgang und verdrängten 680 Tonnen (Standard) bzw. 895 Tonnen (maximal). Sie waren mit zwei 10-cm-Geschützen, zwei 37-mm-Flugabwehrgeschützen, vier 13,2-mm-Fla-MG und zwei 55-cm-Torpedorohren (in einem Zwillingssatz hinter dem zweiten Schornstein) bewaffnet. Ihre Höchstgeschwindigkeit betrug 34,5 kn, 32 kn bei voller Beladung, der Aktionsradius 1.000 Seemeilen bei 20 Knoten Marschgeschwindigkeit (650 sm bei 25 kn). Die Besatzung bestand aus 92 bis 105 Mann.

## Boote der Klasse
| Name            | Bauwerft                                                  | Kiellegung     | Stapellauf    | Indienststellung | Dienstende     |
| --------------- | --------------------------------------------------------- | -------------- | ------------- | ---------------- | -------------- |
| La Melpomène    | Ateliers & Chantiers de Bretagne, Nantes                  | 13. Dez. 1933  | 24. Jan. 1935 | 20. Nov. 1936    | 15. Mai 1950   |
| L'Iphigénie     | Ateliers & Chantiers de la Loire, Saint-Nazaire           | 14. Dez. 1933  | 18. Apr. 1935 | 1. Nov. 1936     | 10. Sept. 1943 |
| La Pomone       | Ateliers & Chantiers de la Loire, Saint-Nazaire           | 22. Nov. 1933  | 25. Jan. 1935 | 1. Dez. 1936     | 27. Sep. 1943  |
| La Flore        | Ateliers & Chantiers de Bretagne, Nantes                  | 26. März 1934  | 5. Mai 1935   | 25. Nov. 1936    | 31. Aug. 1950  |
| La Poursuivante | Ateliers & Chantiers de France, Dunkerque                 | 13. Aug. 1934  | 4. Aug. 1936  | 5. Nov. 1937     | 27. Nov. 1942  |
| La Cordeliere   | Chantiers Augustin Normand, Le Havre                      | 16. Aug. 1934  | 9. Sep. 1936  | 1. Dez. 1937     | 17. Feb. 1950  |
| Branlebas       | Chantiers Augustin Normand, Le Havre                      | 27. Aug. 1934  | 12. Apr. 1937 | 16. März 1938    | 14. Dez. 1940  |
| Baliste         | Ateliers & Chantiers de France, Dunkerque                 | 20. Sept. 1934 | 17. Mai 1937  | 24. Mai 1938     | 24. Nov. 1943  |
| La Bayonnaise   | Chantiers Maritime du Sud-Ouest, Bordeaux                 | 18. Okt. 1934  | 28. Jan. 1936 | 1. Apr. 1938     | 25. Aug. 1944  |
| Bouclier        | Ateliers et Chantiers de la Seine-Maritime (Worms), Rouen | 18. Okt. 1934  | 9. Aug. 1937  | 6. Aug. 1938     | 31. Aug. 1950  |
| L'Incomprise    | Ateliers et Chantiers de la Seine-Maritime (Worms), Rouen | 20. Okt. 1934  | 14. Apr. 1936 | 16. März 1938    | 31. Aug. 1950  |
| Bombarde        | Ateliers & Chantiers de la Loire, Saint-Nazaire           | 18. Feb. 1935  | 23. Mai 1936  | 16. Aug. 1937    | 23. Aug. 1944  |

## Schicksal
Die zwölf Boote dienten bis in die Anfangszeit des Zweiten Weltkriegs in der Französischen Marine teilweise im Mittelmeer und teilweise im Atlantik.  Bei Kriegsausbruch am 3. September 1939 waren die Boote in vier Divisionen wie folgt stationiert:
- 11. Torpedobootsdivision, Dunkerque: Branlebas, La Cordelière, L'Incomprise
- 12. Torpedobootsdivision, Biserta (Tunesien): Bombarde, L'Iphigénie,La Pomone
- 13. Torpedobootsdivision, Toulon: La Baliste, La Bayonnaise, La Poursuivante
- 14. Torpedobootsdivision, Lorient: Bouclier, La Flore, La Melpomène

Beim Abschluss des deutsch-französischen Waffenstillstands von Compiègne am 22. Juni 1940 befanden sich die drei Boote der 12. Division in Biserta, La Poursuivante (in Toulon) und La Bayonnaise (in Ajaccio) lagen in Häfen im nicht besetzten Teil Frankreichs, und La Baliste lief nach Oran (Algerien).
Die anderen sechs Boote befanden sich in englischen Häfen (La Melpomène, La Flore, Branlebas, La Cordelière und L'Incomprise in Portsmouth und Bouclier in Plymouth).  Sie wurden dort am 3. Juli 1941 von der britischen Regierung beschlagnahmt (Operation Grasp, parallel mit Operation Catapult), und dienten danach in der Royal Navy oder teilweise später auch in der Freien Französischen Marine (FNFL, Forces navales françaises libres) (La Melpomène) bzw. der Niederländischen Marine (Bouclier).  Die sechs bildeten die 23rd Destroyer Flotilla der Royal Navy.  Branlebas ging am 14. Dezember 1940 in einem schweren Sturm vor der Südküste von Cornwall verloren.  Die übrigen fünf wurden bei Kriegsende an Frankreich zurückgegeben, aber nicht mehr in Dienst gestellt, sondern in Landévennec eingemottet und 1950 abgewrackt.
Die Poursuivante lag am 3. Juli 1940 in Mers-el-Kébir in Algerien, als die französische Flotte dort von der britischen Royal Navy angegriffen und teilweise versenkt wurde (Operation Catapult).  Sie verlegte später nach Toulon.  Dort wurde sie, ebenso wie ihre beiden Schwesterboote La Bayonnaise und La Baliste, am 27. November 1942 von ihrer Besatzung selbstversenkt, um nicht in deutsche Hände zu fallen.  Die Baliste und die La Bayonnaise wurden später von der italienischen Marine gehoben und mit den Bezeichnungen FR 45 und FR 44 wieder in Dienst gestellt; die La Poursuivante wurde zwar ebenfalls gehoben, aber nicht mehr verwendet.
Die drei restlichen Boote der Klasse – Bombarde, La Pomone und L’Iphigenie – fielen am 8. Dezember 1942 in Biserta (Tunesien) in italienische Hand und wurden mit den Nummern FR 41, FR 42 und FR 43 ebenfalls von der italienischen Marine in Dienst gestellt.  Die Bombarde war dabei das einzige Schiff, das sich am 6. Dezember 1942 in Biserta selbst versenkte, um eine Eroberung durch die deutschen Truppen zu verhindern; sie wurde allerdings von der italienischen Marine gehoben und repariert.
Alle drei, wie auch die beiden in Toulon gehobenen und wieder in Dienst gestellten Boote, wurden 1943, nach dem Waffenstillstand von Cassibile, mit dem Italien aus dem Kriegsbündnis mit dem Dritten Reich ausschied, von der deutschen Kriegsmarine beschlagnahmt.  Sie erhielten die Bezeichnungen TA (= Torpedoboot Ausland) und die Nummern:
- TA 9 (ex Bombarde, ex ital. FR 41)
- TA 10 (ex La Pomone, ex ital. FR 42)
- TA 11 (ex L'Iphigénie, ex ital. FR 43)
- TA 12 (ex Baliste, ex ital. FR 45)
- TA 13 (ex La Bayonnaise, ex ital. FR 44).

Drei von ihnen – TA 9, TA 10 und TA 11 – wurden dann von der Kriegsmarine in der im März 1943 aufgestellten 4. Geleitflottille in La Spezia zusammengefasst und im Mittelmeer eingesetzt. Die Flottille wurde im August 1943 aufgelöst und die drei Boote kamen zur 3. Geleitflottille. TA 12 wurde zwar am 13. Mai 1943 in Toulon gehoben und sollte ebenfalls in der 3. bzw. 4. Geleitflottille eingesetzt werden, wurde aber am 24. November 1943, noch vor Indienststellung, durch amerikanische Fliegerbomben versenkt und danach abgewrackt.  TA 13 wurde nicht mehr repariert und wurde in Toulon am 25. August 1944 von der Kriegsmarineangehörige selbstversenkt.  TA 9, das bereits am 6. April 1943 von der Kriegsmarine übernommen worden war, diente bis September 1943 im Tyrrhenischen Meer, wurde dann in Toulon aufgelegt und dort am 23. August 1944 bei einem amerikanischen Fliegerangriff versenkt.  TA 10, ebenfalls bereits am 6. April 1943 von der Kriegsmarine übernommen, diente ab Juni 1943 bei der 3. Geleitdivision, später ab 23. Juli 1943 bei der 4. Geleitdivision in der Ägäis.  Das Boot geriet am 23. September 1943 bei Rhodos bei Geleitaufgaben in ein Gefecht mit dem britischen Zerstörer Eclipse, in dem es schwerst beschädigt wurde.  Es konnte zwar noch bei Prasonisi auf Strand gesetzt werden, wurde dann aber am 25. September 1943 dort gesprengt.  Der von der TA 10 geleitete italienische Frachter Gaetano Donizetti (2428 BRT) mit 1576 italienischen Kriegsgefangenen und 220 Mann Besatzung und Wachpersonal an Bord wurde bei dem britischen Angriff nahezu sofort versenkt; es gab keine Überlebenden.

## Einzelschicksale
| Boot            | Datum              | Bemerkung |
| --------------- | ------------------ | --- |
| Baliste         | 24. Nov. 1943      | Im Juni 1940 im Mittelmeer und bei Vichy-Frankreich verblieben. Am 27. November 1942 in Toulon selbstversenkt; gekentert. Im Dezember 1942 durch Italien gehoben und am 13. Mai 1943 als FR 45 in Dienst gestellt. Am 9. September 1943 von der Kriegsmarine beschlagnahmt, in TA 12 umbenannt, aber nicht mehr in Dienst gestellt. Am 24. November 1943 bei amerikanische B-17 Bomberangriff versenkt. Noch 1943 vor Ort abgebrochen. |
| La Bayonnaise   | 25. August 1944    | Im Juni 1940 im Mittelmeer und bei Vichy-Frankreich verblieben. Am 27. November 1942 in Toulon selbstversenkt; gekentert. Von Italien gehoben und nach Reparatur am 28. April 1943 als FR 44 in Dienst gestellt. Am 9. September 1943 von der Kriegsmarine beschlagnahmt, in TA 13 umbenannt, aber nicht mehr in Dienst gestellt. Am 25. August 1944 in Toulon selbstversenkt. |
| Bombarde        | 23. Aug. 1944      | Im Juni 1940 im Mittelmeer und bei Vichy-Frankreich verblieben. Am 8. Dezember 1942 in Biserta von Italien erbeutet und als FR 41 in Dienst gestellt. Am 6. April 1943 von der Kriegsmarine als TA 9 übernommen und bis September 1943 im Tyrrhenischen Meer eingesetzt. Am 27. September 1943 in Toulon aufgelegt. Am 23. August 1944 dort durch US Fliegerbomben versenkt. |
| Bouclier        | 23. Aug. 1944      | Am 17. Mai 1940 bei deutschem Fliegerangriff vor der niederländischen Küste leicht beschädigt. Nahm im Mai 1940 an der Evakuierung von Dunkerque teil. Am 3. Juni 1940 bei einer Kollision im Ärmelkanal leicht beschädigt. Am 3. Juli 1940 in Portsmouth von der Royal Navy beschlagnahmt. Am 14. August 1940 mit polnischer Besatzung in Dienst gestellt. Am 31. August 1940 an die niederländische Marine übergeben und von dieser mit der Nummer H 20 in Dienst gestellt, wegen Maschinenproblemen jedoch kaum eingesetzt. Am 12. Januar 1942 zurück an die Royal Navy und am gleichen Tag an die Freie Französische Marine (FNFL) übergeben. Ab August 1943 als ASDIC-Schulschiff genutzt. 1944 in die Schiffsreserve in Hartlepool verlegt. Am 6. Oktober 1945 nach Cherbourg repatriiert. In Landévennec aufgelegt, am 31. August 1950 aus der Schiffsliste gestrichen und im Juli 1951 in Brest abgewrackt. |
| Branlebas       | 14. Dezember 1940  | Am 19. Mai 1940 bei deutschem Fliegerangriff vor der belgischen Küste beschädigt und bis 29. Mai in Cherbourg in der Werft. Nahm danach an der Evakuierung von Dunkerque teil. Rettete dabei am 30. Mai die Überlebenden beim Untergang des Zerstörers Bourrasque. Ging am 20. Juni nach Portsmouth. Am 3. Juli 1940 dort von der Royal Navy beschlagnahmt und von dieser im Geleitdienst eingesetzt. Am 14. Dezember 1940 im Sturm 25 Seemeilen südsüdwestlich des Eddystone-Leuchtturms in zwei Teile zerbrochen und sofort gesunken. 96 Tote, 3 Überlebende. |
| La Cordelière   | 17. August 1950    | Nahm im Mai 1940 an der Evakuierung von Dunkerque teil. Am 3. Juli 1940 in Portsmouth von der Royal Navy beschlagnahmt. Von dieser an die Freie Französische Marine (FNFL) zurückgegeben, aber mangels Besatzung in Greenock aufgelegt. Am 23. September 1945 nach Cherbourg überführt. In Landévennec aufgelegt, am 17. August 1950 aus der Schiffsliste gestrichen und danach abgewrackt. |
| La Flore        | 31. August 1950    | Am 3. Juli 1940 in Portsmouth von der Royal Navy beschlagnahmt. Von dieser an die Freie Französische Marine (FNFL) zurückgegeben, aber mangels Besatzung in Hartlepool aufgelegt. Am 9. September 1945 nach Cherbourg überführt. In Landévennec aufgelegt, am 31. August 1950 aus der Schiffsliste gestrichen und danach abgewrackt. |
| L’Incomprise    | 31. August 1950    | Am 3. Juli 1940 in Portsmouth von der Royal Navy beschlagnahmt. Von dieser an die Freie Französische Marine (FNFL) zurückgegeben, aber mangels Besatzung in Hartlepool aufgelegt. Am 9. September 1945 nach Cherbourg überführt. In Landévennec aufgelegt, am 31. August 1950 aus der Schiffsliste gestrichen und danach abgewrackt. |
| L'Iphigénie     | 10. September 1943 | Im Juni 1940 im Mittelmeer und bei Vichy-Frankreich verblieben. Am 8. Dezember 1942 in Biserta von Italien erbeutet und als FR 43 in Dienst gestellt. Am 6. April 1943 von der Kriegsmarine als TA 11 übernommen und im Tyrrhenischen Meer eingesetzt. Am 9. September 1943 bei Piombino im Gefecht mit italienischen Schnellbooten schwer beschädigt und am folgenden Tag in Piombino durch italienischen Panzerbeschuss versenkt. |
| La Melpoméne    | 15. Mai 1950       | Nahm im Mai 1940 an der Evakuierung von Dunkerque teil. Am 3. Juli 1940 in Portsmouth von der Royal Navy beschlagnahmt. Von dieser am 31. August 1940 die Freie Französische Marine (FNFL) zurückgegeben. 1943 in Hartlepool aufgelegt. Am 16. September 1945 nach Cherbourg überführt. In Landévennec aufgelegt, am 15. Mai 1950 aus der Schiffsliste gestrichen und danach abgewrackt. |
| La Pomone       | 25. September 1943 | Im Juni 1940 im Mittelmeer und bei Vichy-Frankreich verblieben. Am 8. Dezember 1942 in Biserta von Italien erbeutet und als FR 42 in Dienst gestellt. Am 6. April 1943 von der Kriegsmarine mit der Nummer TA 10 übernommen. Beim Geleit des italienischen Frachters Gaetano Donizetti (2428 BRT) mit 1576 italienischen Kriegsgefangenen und 220 Mann Besatzung und Wachpersonal an Bord am 23. September 1943 im Gefecht mit dem britischen Zerstörer Eclipse schwer beschädigt und an der Südspitze von Rhodos auf Grund gesetzt. Am 25. September 1943 dort gesprengt. |
| La Poursuivante | 25. August 1944    | Wurde im Spanischen Bürgerkrieg beschossen und erhielt dabei zwei Granattreffer. Im Juni 1940 im Mittelmeer und bei Vichy-Frankreich verblieben. Überlebte den Angriff der Royal Navy auf Mers-el-Kébir am 3. Juli 1940. Am 27. November 1942 in Toulon selbstversenkt. Von Italien im Juli 1943 gehoben, von der Kriegsmarine am 9. September 1943 beschlagnahmt, aber nicht mehr in Dienst gestellt. Am 25. August 1944 in Toulon selbstversenkt. Nach dem Krieg wurde das Wrack zum Verschrotten gehoben, sank aber 1947 beim Abschleppen südlich von Saint-Tropez etwa 800 m vom Roche Fouras entfernt in 55–58 m Tiefe auf 43° 12′ N, 6° 41′ O. |